# Robert William Fisher
Robert William Fisher (ur. 13 kwietnia 1961 w Nowym Jorku) – amerykański zbieg oskarżony o zabicie swojej żony i dzieci, wysadzenie ich domu i ucieczkę w celu uniknięcia odpowiedzialności karnej, 475. osoba umieszczona na liście 10 Najbardziej Poszukiwanych Zbiegów Federalnego Biura Śledczego.

## Życie przed oskarżeniem
Fisher pracował jako technik cewnika chirurgicznego, terapeuta oddechowy i strażak. Był z zamiłowania myśliwym i rybakiem oraz spędzał dużo czasu na dworze.

## Oskarżenie i postępowanie
10 kwietnia 2001 w Scottsdale w stanie Arizona eksplodował dom, w którym mieszkała rodzina Roberta Williama Fishera. Tego samego dnia w spalonym domu zostały znalezione ciała nieżyjących członków rodziny. Dzieci, Brittney i Bobby Fisher, miały przecięte gardła, a ich matka, Mary Fisher, miała dodatkowo ślad po strzale w głowę z broni palnej. Na miejscu zdarzenia nie odnaleziono Roberta Williama Fishera, męża Mary Fisher i ojca dzieci. Ostatnią osobą, która go widziała, był kierowca ciężarówki, który zeznał, że pomógł mu wyciągnąć samochód z rowu. Dziesięć dni później, niedaleko Payson, odnaleziono samochód sportowo-użytkowy należący do Mary Fisher. Wewnątrz znajdowały się pies rodziny i kapelusz Roberta Williama Fishera.
Fisher został oskarżony o zabicie rodziny i wysadzenie domu, w którym wszyscy razem mieszkali. 19 lipca 2001 wydano stanowy nakaz aresztowania, obciążając go trzema zarzutami morderstwa pierwszego stopnia. 29 czerwca 2002 Fisher został dodany do listy 10 Najbardziej Poszukiwanych Zbiegów Federalnego Biura Śledczego. Ciążą na nim także zarzuty podpalenia zamieszkałej posiadłości i ucieczki w celu uniknięcia odpowiedzialności karnej. 3 listopada 2021 roku został wykreślony z listy 10 Najbardziej Poszukiwanych Zbiegów i zastąpiony przez Yulana Adonay'a Archagę Cariasa. Jako powód usunięcia z listy podano niespełnianie kryterium, jakim jest przekonanie, że rozgłos może pomóc w pojmaniu zbiega.